# Polimerización por radicales mediada por cobalto
Los catalizadores a base de cobalto, cuando se utilizan en la polimerización por radicales, tienen varias ventajas principales, especialmente en la ralentización de la velocidad de reacción, lo que permite la síntesis de polímeros con propiedades peculiares. Como el inicio de la reacción necesita un iniciador radical real, la especie de cobalto no es el único catalizador utilizado, es un mediador. Por esta razón, este tipo de reacción se conoce como polimerización por radicales mediada por cobalto .

## Introducción
Aproximadamente la mitad de todos los polímeros comerciales se producen por polimerización por radicales. Las reacciones de polimerización por radicales (del inglés RP) tienen varias propiedades ventajosas:
- Se puede polimerizar una amplia variedad de monómeros.
- Las reacciones de RP son tolerantes a varios grupos funcionales.
- Las reacciones RP permiten un amplio rango de temperatura de operación (–100 a >200 °C).
- Las reacciones de RP son generalmente compatibles con varias condiciones de reacción (a granel, solución, miniemulsión y suspensión ).
- Las reacciones RP permiten una configuración del reactor relativamente simple y, por lo tanto, son rentables.

Sin embargo, las reacciones de RP convencionales (libres) sufren una falta de control sobre los pesos moleculares y las distribuciones de peso de los polímeros. Una distribución de pesos moleculares relativamente estrecha (Mw/Mn) suele ser deseable, ya que una distribución amplia influye negativamente en las propiedades de los polímeros (generalmente atácticos) producidos por RP. La RP común tampoco permite la formación de copolímeros en bloque. Aquí es donde entra en juego la polimerización por radicales controlada (del inglés CPR) . Se han desarrollado varias reacciones CRP en los últimos años, algunas de las cuales son capaces de producir polímeros bien definidos con distribuciones de peso molecular estrechas.
La polimerización por radicales mediada por cobalto (del inglés CMRP) es uno de estos métodos, que ofrece algunas ventajas específicas. En particular, la CMRP permite la RP de una amplia gama de sustratos (entre otros acrilatos, ácido acrílico, ésteres de vinilo, acetato de vinilo, acrilonitrilo, vinilpirrolidona) en diversas condiciones de reacción y (para algunos catalizadores) da acceso a reacciones de CRP muy rápidas con velocidades cercanas a los de las reacciones convencionales de polimerización por radicales libres no controlada.
Los compuestos de cobalto más comúnmente aplicados son las cobaloximas, las porfirinas de cobalto y los derivados de Co(acac)2, que se usan en combinación con varios iniciadores de radicales (como AIBN o V70).
El cobalto puede controlar las reacciones de polimerización por radicales (RP) esencialmente mediante tres mecanismos:
1. Transferencia de cadena catalítica (del inglés CCT)
2. Terminación reversible (del inglés RT), que conduce al efecto radical persistente (del inglés PRE)
3. Transferencia degenerativa (del inglés DT).

## Antecedentes históricos
Smirnov y Marchenko descubrieron en 1975 el control de las reacciones de RP mediado por cobalto a través de CCT. La CMRP a través de la terminación reversible (efecto radical persistente) se introdujo en 1994.
Los desarrollos más recientes se centran en la CMRP a través de mecanismos de transferencia degenerativa (DT) y combinaciones de mecanismos RT y DT.

## Control por terminación reversible (efecto radical persistente)
En muchos casos, la CMRP aprovecha el débil enlace cobalto(III)-carbono para controlar la reacción de polimerización por radicales. El iniciador de radicales que contiene el enlace Co-C se rompe fácilmente (por calor o por luz) en un radical libre de carbono y una especie radical de cobalto (II). El radical de carbono inicia el crecimiento de una cadena polimérica a partir del monómero CH2=CHX como en una reacción de polimerización por radicales libres. El cobalto es inusual porque puede reformar reversiblemente un enlace covalente con el extremo radical de carbono de la cadena en crecimiento. Esto reduce al mínimo la concentración de radicales y, por lo tanto, minimiza las reacciones de terminación indeseables por recombinación de dos radicales de carbono. El reactivo de captura de cobalto se denomina radical persistente y se dice que la cadena polimérica recubierta de cobalto está inactiva. Este mecanismo se llama terminación reversible y se dice que opera a través del "efecto radical persistente". Cuando el monómero carece de protones que pueden ser extraídos fácilmente por el radical cobalto, la transferencia de cadena (catalítica) también se ve limitada y la reacción de RP se vuelve casi "viva".

## Control mediante transferencia catalítica en cadena
La transferencia catalítica en cadena es una forma de hacer cadenas de polímero más cortas en un proceso de polimerización por radicales. El método consiste en agregar un agente catalítico de transferencia de cadena a la mezcla de reacción del monómero y el iniciador de radicales. La transferencia catalítica en cadena procede a través de la transferencia de átomos de hidrógeno desde el radical polimérico de crecimiento orgánico al cobalto (II), produciendo un grupo terminal de vinilo polimérico y una especie de hidruro de cobalto (equilibrio 2 ). La especie de Co-H luego reacciona con el monómero para iniciar una nueva especie de alquilo de Co(III), que reinicia un nuevo radical polimérico en crecimiento (terminación reversible, equilibrio 1 ). Los principales productos de la polimerización por transferencia de cadena catalítica son, por lo tanto, cadenas poliméricas terminadas en vinilo que son más cortas que en la polimerización por radicales (libres) convencional.

## Control por transferencia degenerativa
Una de las desventajas de las reacciones de polimerización por radicalización controlada es que tienden a volverse bastante lentas. Las condiciones de polimerización controladas generalmente se logran al extender el tiempo de vida del radical de cadena de polímero en crecimiento, manteniéndolo en un estado latente la mayor parte del tiempo (conocido como el efecto radical persistente). Por lo tanto, el agente de control ralentiza sustancialmente la reacción de polimerización por radicales global. Sin embargo, algunas reacciones de CMRP proceden a través de un mecanismo diferente, llamado transferencia degenerativa (del inglés DT), que permite que las reacciones de polimerización por radicales controladas avancen aproximadamente a la misma velocidad que cualquier polimerización por radicales libres no controlada.
El mecanismo de transferencia degenerativa se basa en equilibrios de intercambio muy rápidos entre pequeños radicales libres (que se inyectan continuamente en la solución) y radicales poliméricos latentes (protegidos como especies de cobalto de capa cerrada). Los sistemas basados en la transferencia degenerativa no proceden por el efecto radical persistente (PRE). En cambio, un radical activo que se propaga intercambia su papel con un radical latente en un complejo inactivo. La activación de una cadena polimérica significa la desactivación de otra cadena polimérica. Si el proceso de intercambio es mucho más rápido que la velocidad de polimerización (kp), todas las cadenas de polímeros crecen efectivamente a la misma velocidad. Debido a que las cadenas poliméricas grandes se difunden mucho más lentamente que los radicales orgánicos pequeños y, por lo tanto, terminan mucho más lentamente a través del acoplamiento o desproporción radical-radical de segundo orden, las cadenas largas se acumulan efectivamente en el cobalto mientras que los radicales pequeños continúan terminando. Esto conduce a una distribución de peso molecular estrecha deseable del polímero a altas velocidades de polimerización. DT-CMRP es un proceso asociativo, que para las especies CoIII(por)(alquilo) implica la formación de un estado intermedio o de transición de 6 coordenadas. Tales especies Co(por)(alquil)2 tienen formalmente un estado de oxidación Co(+IV), pero en realidad su estructura (electrónica) se describe mejor como un aducto de radical débil de una especie CoIII(por)(alquilo). Una característica llamativa de DT-CMRP es el hecho de que, incluso al usar un gran exceso del iniciador radicalario en comparación con el agente de transferencia, las reacciones de polimerización radicalaria siguen estando controladas. Por el momento parece faltar una explicación satisfactoria para este fenómeno.